# Staurocladia schizogena
Staurocladia schizogena är en nässeldjursart som beskrevs av Bouillon 1978. Staurocladia schizogena ingår i släktet Staurocladia och familjen Eleutheriidae. Inga underarter finns listade i Catalogue of Life.